# 패르누 공항
패르누 공항(에스토니아어: Pärnu lennujaam, IATA: EPU, ICAO: EEPU)은 에스토니아의 공항이다. 이 공항은 패르누에서 북서쪽으로 2.4 해리 (4.4 km; 2.8 mi) 떨어져 있다.

## 개요
1937년 10월, 패르누 시의회는 공항 건설을 위해 0.28 km2 (0.11 mi2) 면적의 부지를 지정했다. 새 공항의 운영은 1939년에 시작되었다.
소련 점령 기간 동안, 이 비행장은 소련 방공군에 의해 운영되었다. 이곳은 366 전투항공연대(IAP-PVO)와 655 전투항공연대가 1970년대부터 1990년대까지 미코얀-구레비치 MiG-23 항공기를 운항했던 요격기 기지였다.
아에로플로트는 안토노프 An-2 복엽기를 사용하여 타르투-빌리안디-패르누-킹기세파(현재 쿠레사레) 노선을 운항했다.
1992년 여름, 재편성된 에스토니아 국방부는 운영을 중단했던 군용 공항을 인수했다. 같은 해 10월 15일, 구 군용 공항 부지에 민간 공항을 건설하기로 결정되었다. 구 활주로는 1997년 7월 1일 폐쇄되었고, 정기 항공편은 소련 방공군 소유였던 활주로를 사용하기 시작했다.
소규모 항공사 Air Livonia는 2006년까지 패르누에서 쿠레사레, 키흐누섬, 루흐누섬으로 운항했다. 2010년 여름, 에스토니아 항공은 스톡홀름에서 주 1회 왕복 항공편을 운항했다.
이 공항은 스칸디나비아 및 기타 유럽 국가에서 온 개인 항공기로 자주 방문한다. 2010년에는 5,148명이 패르누 공항을 통해 여행했다. 이 공항은 2014년까지 핀란드와 스웨덴발 전세 항공편에도 사용되었으나, 활주로 상태가 악화되어 더 이상 대형 항공기에 적합하지 않게 되었다. 2016년에는 공항을 전면 개보수하고 (가능하다면) 대형 제트기 처리를 위한 새 터미널을 건설하자는 제안이 있었다.
총 14개월의 재건축 끝에 공항은 2021년 9월 말에 재개장했다. 현재 루흐누섬으로 직항편이 운항되고 있다. 최근 보도에 따르면 에스토니아의 NyxAir가 2022년 5월에 헬싱키 공항으로 항공편을 시작할 것이라고 한다.
2022년 3월, 스칸디나비아 항공은 패르누와 스톡홀름 알란다 공항 간의 여름 계절 항공편을 시작할 것이라고 발표했다. 직항 노선은 2022년 6월 25일부터 주 2회 운항될 예정이다.

## 항공사 및 목적지
| 항공사      | 목적지                   |
| ----------- | ------------------------ |
| Diamond Sky | 계절편: 쿠레사레, 루흐누 |

## 통계
발트 3국에서 가장 붐비는 공항 목록